# Simulium nitidithorax
Simulium nitidithorax är en tvåvingeart som beskrevs av Puri 1932. Simulium nitidithorax ingår i släktet Simulium och familjen knott. Inga underarter finns listade i Catalogue of Life.